# 澤弗納爾
澤弗納爾（Zevenaar）是荷蘭的一個市镇和城市，在行政區劃上屬於海爾德蘭省。澤弗納爾位於荷蘭東部，靠近德國國界。

## 友好城市
- 法國 普里瓦

## 外部連結
- 维基共享资源上的相關多媒體資源：澤弗納爾
- 官方网站